# Polyrhachis lilianae
Polyrhachis lilianae é uma espécie de formiga do gênero Polyrhachis, pertencente à subfamília Formicinae.